# سقوط حيفا (1948)
كانت معركة حيفا أو سقوط حيفا أو كما أسمتها القوات اليهودية عملية بيعور حميتس (بالعبرية: מבצע ביעור חמץ‏)، «التطهير في الفصح») عملية للهاغانا نفذت في 21–22 أبريل 1948. وكان الهدف من العملية هو الاستيلاء على الأحياء العربية في حيفا وكان حدثًا هامًا في المراحل الأخيرة من حرب التطهير العرقي في فلسطين، مما أدى إلى الحرب العربية الإسرائيلية عام 1948.
كانت مدينة حيفا، على ساحل البحر الأبيض المتوسط عند الحافة الشمالية الغربية من سهل شارون، موقعًا استراتيجيًا في فلسطين. وفي عام 1948، كانت حيفا مدينة مختلطة يبلغ عدد سكانها 135,000، مقسمة بين اليهود الفلسطينيين (70,000) والعرب الفلسطينيين (65,000). ومنذ مطلع عام 1948 بدأت النسبة العربية للسكان تتضاءل.
وكان النصف العربي الفلسطيني من حيفا بعيدًا عن المراكز العربية الفلسطينية الرئيسية الأخرى، وقد قطعت القرى اليهودية الفلسطينية الاتصال على طول الطرق المؤدية إلى حيفا. وقد أغلقت الأعمال التجارية وحلقات العمل دون احتمال استمرار العمل في المناطق اليهودية. وكانت البطالة منتشرة وتصاعدت تكلفه الغذاء.
واستعدادًا للإجلاء الكامل لجميع القوات البريطانية من الانتداب، بدأ البريطانيون إخلاء القوات عن طريق ميناء حيفا في مطلع أبريل. وقد أنشئت قوة شرطة متطوعة للتحضير لتسليم لجنة فلسطين التابعة للأمم المتحدة بوصفها حكومة فلسطين المؤقتة.
في 17 مارس 1948 لقي محمد بن حمد الحنيطي، قائد الميليشيا العربية في البلدة، مصرعه في كمين نصب لقافلة تجلب 15 طنًا من الأسلحة والمتفجرات. وقد جعلت وفاته أتباعه محبطين. طبقاً لجون كيمش كانت الهاغانا تملك مخبر رفيع المستوى وكانت قادرة على اعتراض تسعة من إحدى عشرة قافلة إلى حيفا.
الحامية العربية للمناطق العربية الفلسطينية من المدينة كان يقودها النقيب أمين عز الدين الذي عين من قبل اللجنة العسكرية لجيش الإنقاذ العربي في 27 مارس في دمشق. خلال الشهر المقبل استنزفت قوته الأصلية التي تبلغ 450 بسبب الفرار حتى لم تعد قوة مقاتلة.

## حواشي
1. 1 2  "The British estimated that in the battle for Haifa, some '2,000' Arab militiamen were set against '400 trained Jews backed by an indeterminate number of reserves" —Benny Morris (2004), p. 192.
2. ↑  "THE FALL OF HAIFA REVISITED" (PDF). مؤرشف من الأصل (PDF) في 2022-05-24.
3. ↑  Nakba and Survival: The Story of Palestinians Who Remained in Haifa and the Galilee, 1948–1956 (PDF). UNIVERSITY OF CALIFORNIA PRESS. ص. ٣٧. ISBN:9780520389373. مؤرشف من الأصل (PDF) في 2023-06-15.
4. ↑  "ذكري سقوط حيفا التاسعة والستون". https://www.palestineposterproject.org. Haifa Youth Movement. 2017. مؤرشف من الأصل في 2023-10-20. {{استشهاد ويب}}: روابط خارجية في |موقع= (مساعدة)
5. ↑  Efraim Karsh (Oct. 2001). Nakbat Haifa: Collapse and Dispersion of a Major Palestinian Community (بالإنجليزية) (No. 4 ed.). Taylor & Francis, Ltd. Vol. Vol. 37. p. 25-70. Archived from the original on 2022-03-24. {{استشهاد بكتاب}}: |المجلد= يحوي نصًّا زائدًا (help) and تحقق من التاريخ في: |سنة= (help)
6. ↑  "الوثيقة (3): سقوط حيفا". https://www.palestine-studies.org. مجلة الدراسات الفلسطينية. ٣٤ (ربيع ١٩٩٨). مؤرشف من الأصل في 20 أكتوبر 2023. {{استشهاد ويب}}: تحقق من التاريخ في: |تاريخ= (مساعدة) وروابط خارجية في |موقع= (مساعدة)
7. ↑  Ronit Aaron. 'The fall of Haifa: telling autoethnographic stories', Co-Memory and Melancholia: Israelis Memorialising the Palestinian Nakba. مؤرشف من الأصل في 2023-10-20.
8. ↑  Benny Morris (2004) pp. 99, 186
9. ↑  Benny Morris (2004) p. 187 The first reported case was on 4 December 1947 by 317 Field security section, 6th Airborne Division Report number 57 for week-ending 10 December 1947, During the first week of April the بلماح (Shahar Patrol) Intelligence report (Haganah Archives Doc. 105/257) of 10 April put the figures as 150 Arabs leaving per day
10. ↑  UN Doc A/AC.21/UK/1 نسخة محفوظة 26 May 2011 على موقع واي باك مشين. of 26 January 1948 United Nations Palestine Commission
11. ↑  UN Doc A/AC.21/UK/2 نسخة محفوظة 26 May 2011 على موقع واي باك مشين. of 28 January 1948 Memorandum from the United Kingdom to the United Nations
12. ↑  UN Resolution 181 نسخة محفوظة 19 مايو 2008 على موقع واي باك مشين.
13. ↑  UN Doc[وصلة مكسورة] نسخة محفوظة 24 مايو 2015 على موقع واي باك مشين.
14. ↑  UN Doc AAC21 نسخة محفوظة 26 May 2011 على موقع واي باك مشين. Situation Report by the Palestine Police Force
15. ↑  Morris, Benny. "The birth of the Palestinian refugee problem, 1947-1948". Cambridge University Press. 1987. ISBN 0-521-33028-9. Page 43.
16. ↑  Kimche, Jon and David (1960) A Clash of Destinies. The Arab-Jewish War and the Founding of the State of Israel. Frederick A. Praeger. Library of Congress number 60-6996. Page 119. Spelling Mohammed el-Hamd el-Haniti.

## وصلات خارجية
- Google Books Benny Morris, Birth of the Palestinian Refugee Problem Revisited. (2004)
- Shay Fogelman, Port in a Storm, هاآرتس، 3 يونيو 2011. The battle and its historiography.